# Pfizer
För andra betydelser, se Pfizer (olika betydelser).
Pfizer Inc. (/ˈfaɪzər/) är ett amerikanskt multinationellt läkemedelsföretag med huvudkontor i New York som genom köpet av Pharmacia år 2003 blev världens största företag inom läkemedelsindustrin. Pfizer är numera[när?] världens största läkemedelsföretag räknat i omsättning. Företaget har omkring 83 000 medarbetare och finns i fler än 150 länder.

## Historik

### 1849 till 2000

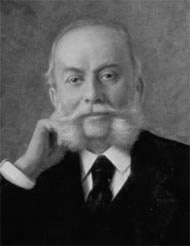
Charles Pfizer, 1870.

Pfizer är namngivet efter de tysk-amerikanska kusinerna Charles Pfizer och Charles Erhart (ursprungligen från Ludwigsburg, Tyskland) som startade en affärsverksamhet inom kemikalier. Företaget gavs namnet Charles Pfizer and Company, och låg i korsningen mellan Harrison Avenue och Bartlett Street i Williamsburg, Brooklyn 1849. Där skapade de ett anti-parasitiskt läkemedel kallat santonin. Detta blev en omedelbar succé, även om det var produktionen av  citronsyra som verkligen fick företaget att växa under 1880-talet. Pfizer fortsatte under denna tid att köpa upp fastigheter, för att på så sätt expandera sitt laboratorium och sin fabrik, i området runt Bartlett Street; Harrison Anenue; Gerry Street; och Flushing Avenue. Dessa fastigheter användes av Pfizer till 2005, när de stängde ner sin ursprungliga fabrik, tillsammans med många andra fabriker. Pfizer etablerade sitt administrativa huvudkontor på 81 Maiden Lane på Manhattan. Redan 1906 dokumenterade Pfizer försäljningar för tre miljoner dollar.
Första världskriget skapade en brist på  kalciumcitrat som Pfizer importerade från Italien, för att kunna tillverka citronsyra, och företaget började därför leta efter en alternativ källa. Pfizers kemister fann en svamp som jäste socker till citronsyra och kunde därför kommersialisera produktionen av citronsyra 1919. Som ett resultat av detta utvecklade Pfizer en expertis inom  jäsningsteknologi. Denna kunskap kunde sedan appliceras till en massproduktion av penicillin under andra världskriget, för att täcka det behov som USA hade. Antibiotika behövdes för att behandla skadade soldater. Det mesta av penicillinet som användes av amerikanska armén på Dagen D tillverkades av Pfizer.[källa behövs]
Efter framgången med penicillinproduktionen under 1940-talet, blev det väldigt billigt att tillverka penicillin och Pfizer kunde därför inte göra några större vinster för sitt arbete. Som ett resultat av detta beslutade Pfizer att ta fram nya antibiotika, med större vinstpotential. Upptäckten och kommersialiseringen av oxitetracyklin (Terramycin) av Pfizer under 1950 ledde företaget till en förändring från att vara en tillverkare av läkemedel, till ett mer forskningsinriktat läkemedelsföretag. För att öka sin forskning inom jäsningsteknologi inledde Pfizer ett program för att upptäcka läkemedel genom en kemisk syntes. Pfizer etablerade även en avdelning inom djurhälsa 1959 och en forskningsavdelning i Terre Haute, Indiana, USA. 
Under 1950-talet var Pfizer etablerade i Belgien, Brasilien, Kanada, Kuba, Iran, Mexiko, Panama, Puerto Rico, Turkiet och Storbritannien. 1960 flyttade företaget sitt medicinska forskningslaboratorium till Groton, Connecticut, USA. 1980 lanserade Pfizer Felden (Piroxikam), ett receptbelagt antiinflammatorisk läkemedel som blev Pfizers första produkt att nå en försäljning av 1 miljard dollar.
Under 1980- och 1990-talen genomgick Pfizer en period av försäljningsökning, genom utvecklingen av läkemedel som Sertralin, Lipitor, Norvasc (se Exforge), Azitromax, Aricept (se Donepezil), Diflucan och Viagra.

## Forskning
Pfizer är det läkemedelsföretag som satsar mest pengar på forskning och utveckling och sedermera innehar de många ledande läkemedel. Under 2004 spenderade Pfizer 7,7 miljarder dollar globalt på forskning och utveckling av nya läkemedel. Det motsvarar drygt 21 miljoner dollar varje dag. 
Pfizer bedriver forskning i följande områden:
- CNS- Alprazolam, Zoloft, Lyrica, Zeldox
- Endokrinologi Genotropin
- HIV- Celsentri
- Hjärta- Accupro, Salures Lipitor
- Infektion- Zyvoxid, Vfend
- Koagulation- Fragmin
- Nutrition
- Oftalmologi Xalatan, Xalcom, Macugen
- Onkologi* se nedan
- Respiration- Revatio Spiriva
- Rökavvänjning- Champix
- Smärta- Dolcontin, Ketogan
- Urologi Viagra, Toviaz, Detrusitol

Pfizer är ett av få läkemedelsföretag som har läkemedel och forskning inom alla fyra områden som är aktuella inom onkologi:
- Hormonell behandling
- Cytostatika Campto
- Nya läkemedelstyper ex angiogeneshämmare som Sutent
- Understödjande behandling ex smärtstillande läkemedel

## Läkemedel
Pfizer utvecklar och producerar läkemedel och vacciner för en rad olika sjukdomar, bland annat inom immunologi och inflammation, onkologi, kardiovaskulära och metabolistiska sjukdomar, neurovetenskapliga samt inom smärtstillande. Några av de produkter som ingår i Pfizers sortiment är Lipitor (atorvastatin, används för att sänka kolesterolet i blodet); Lyrica (pregabalin) ett läkemedel för neuropatisk smärta / fibromyalgi; Diflucan (flukonazol), ett svampdödande läkemedel; antibiotikan Azitromax (azitromycin); Viagra (sildenafil, för impotens), och Metformin mot diabetes typ 2.

## Covid-19-vaccin

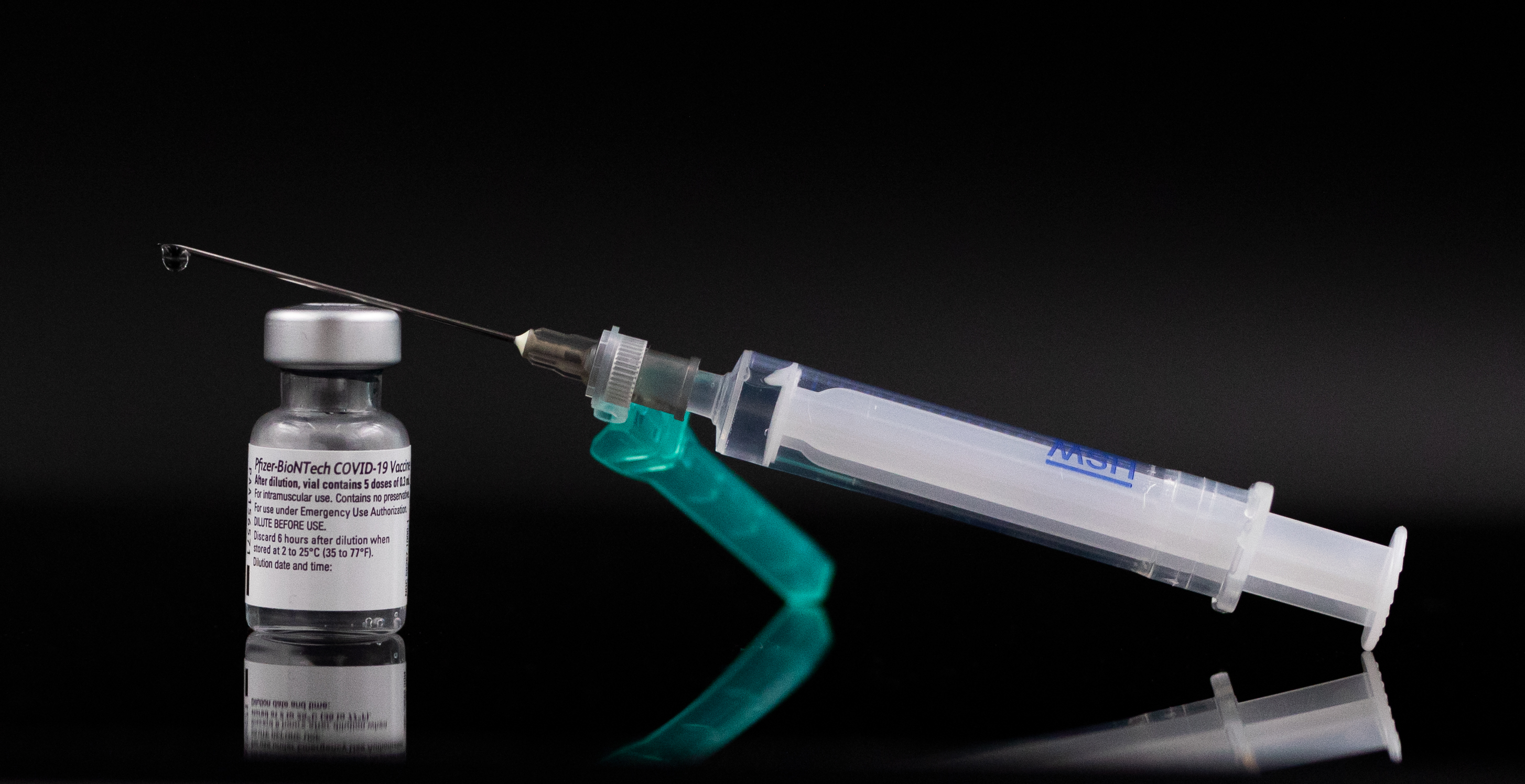
Comirnaty.

Pfizer inledde sommaren 2020 ett samarbete om utveckling av ett vaccin mot covid-19 med det tyska läkemedelsutvecklingsbolaget Biontech inför fas 3-studier av Biontechs mRNA-baserade vaccinkandidat. I november 2020 meddelade företagen att man funnit goda resultat vad gäller vaccinkandidatens effektivitet. Vaccinet har godkänts för akutanvändning i december, till att börja med i Storbritannien och USA.
Pfizer började i december 2020 distribuera vaccin i en temperatur på −75 grader med egna lastbilar från sina fabriker i Kalamazoo i Michigan i USA och i Puurs i Belgien, i Europa till att börja med till vaccinationsställen i Storbritannien.

## Verksamhet i Sverige
I Sverige arbetar drygt 400 personer på Pfizer med tillverkning, klinisk forskning och marknadsföring (226 i Sollentuna och 200 i Strängnäs). 
Dess svenska marknadsbolag är baserat i Sollentuna (Silverdal), med den enda svenska fabriken i Strängnäs, där man tillverkar tillväxthormonet Genotropin, Somavert mot akromegali samt Fragmin som förebygger blodpropp.